# Souffelweyersheim
Souffelweyersheim (Suffelweyersheim in tedesco, Süffelwirsche in alsaziano) è un comune francese di 8 057 abitanti situato nel dipartimento del Basso Reno nella regione del Grand Est.

## Società

### Evoluzione demografica
Abitanti censiti